# Малинівська сільська рада (Малинський район)
Малинівська сільська рада — колишня адміністративно-територіальна одиниця та орган місцевого самоврядування у Малинському районі Коростенської і Волинської округ, Київської й Житомирської областей Української РСР та України з адміністративним центром у с. Малинівка.

## Населені пункти
Сільській раді були підпорядковані населені пункти:
- с. Малинівка
- с. Лумля
- с. Різня
- с. Юрівка

## Населення
Відповідно до результатів перепису населення СРСР, кількість населення ради, станом на 12 січня 1989 року, становила 1 683 осіб.
Станом на 5 грудня 2001 року, відповідно до перепису населення України, кількість мешканців сільської ради становила 1 446 осіб.

## Склад ради
Рада складалася з 14 депутатів та голови.

### Керівний склад сільської ради
| ПІБ                         | Основні відомості                                                 | Дата обрання | Дата звільнення |
| --------------------------- | ----------------------------------------------------------------- | ------------ | --------------- |
| Савченко Клавдія Миколаївна | Сільський голова, 1955 року народження, освіта, позапартійна      | 26.03.2006   | 31.10.2010      |
| Савченко Клавдія Миколаївна | Сільський голова, 1955 року народження, освіта вища, позапартійна | 31.10.2010   |                 |

Примітка: таблиця складена за даними джерела

## Історія
Створена 1923 року в колонії Малинівка Малинської волості Радомисльського повіту Київської губернії. 16 січня 1923 року об'єднана з Городищенською сільською радою. Відновлена 26 березня 1923 року в складі колоній Малинівка, Юрівка-Щербівка (згодом — Юрівка), урочища Городець та залізничної станції Малин Городищенської сільської ради Малинського району Коростенської округи. З 1938 року селище залізничної станції Малин перебуває у складі міста Малин. На 1 жовтня 1941 року ур. Городець не перебувало на обліку населених пунктів.
Станом на 1 вересня 1946 року сільська рада входила до складу Малинського району Житомирської області, на обліку в раді перебували с. Малинівка та хутір Юрівка.
11 серпня 1954 року, відповідно до указу Президії Верховної ради Української РСР «Про укрупнення сільських рад по Житомирській області», до складу ради включено с. Різня ліквідованої Різнянської сільської ради Малинського району. 5 березня 1959 року, відповідно до рішення Житомирського облвиконкому № 161 «Про ліквідацію та зміну адміністративно-територіального поділу окремих рад області», до складу ради приєднано с. Лумля Пиріжківської сільської ради Малинського району.
На 1 січня 1972 року сільська рада входила до складу Малинського району Житомирської області, на обліку в раді перебували села Лумля, Малинівка, Різня та Юрівка.
Виключена з облікових даних 17 липня 2020 року. Територію та населені пункти ради, відповідно до розпорядження Кабінету Міністрів України № 711-р від 12 червня 2020 року «Про визначення адміністративних центрів та затвердження територій територіальних громад Житомирської області», включено до складу Малинської міської територіальної громади Коростенського району Житомирської області.